# بيرايوس (إقليم)
بيرايوس ((باليونانية: Περιφερειακή ενότητα Πειραιώς)‏ هي واحدة من الوحدات الإقليمية في اليونان. وهي جزء من إقليم أتيكا. تغطي الوحدة الإقليمية الجزء الغربي المركزي من تكتل أثينا.

## الإدارة
كجزء من الإصلاح الحكومي خالكراتيس عام 2011، تم إنشاء الوحدة الإقليمية بيرايوس من جزء من مقاطعة بيرايوس السابقة. وتنقسم إلى 5 بلديات. هذه هي (الأرقام كما هي في الخريطة في صندوق المعلومات):
- درابيتسونا (4)
- كوريذالوس (5)
- Nikaia-Agios Ioannis Rentis (7)
- بيراما (أتيكي) (8)
- بيرايوس (1)